# レアンドロ・アントゥネス
レアンドロ・ミゲル・クルト・アントゥネス（Leandro Miguel Curto Antunes 、1997年7月28日 - ）は、ポルトガル・リオ・マイオール出身のプロサッカー選手。UDレイリア所属。ポジションは、フォワード。

## クラブ歴
2016年8月6日、リーガプロのファフェ戦でプロデビューを果たした。